# Tonicum

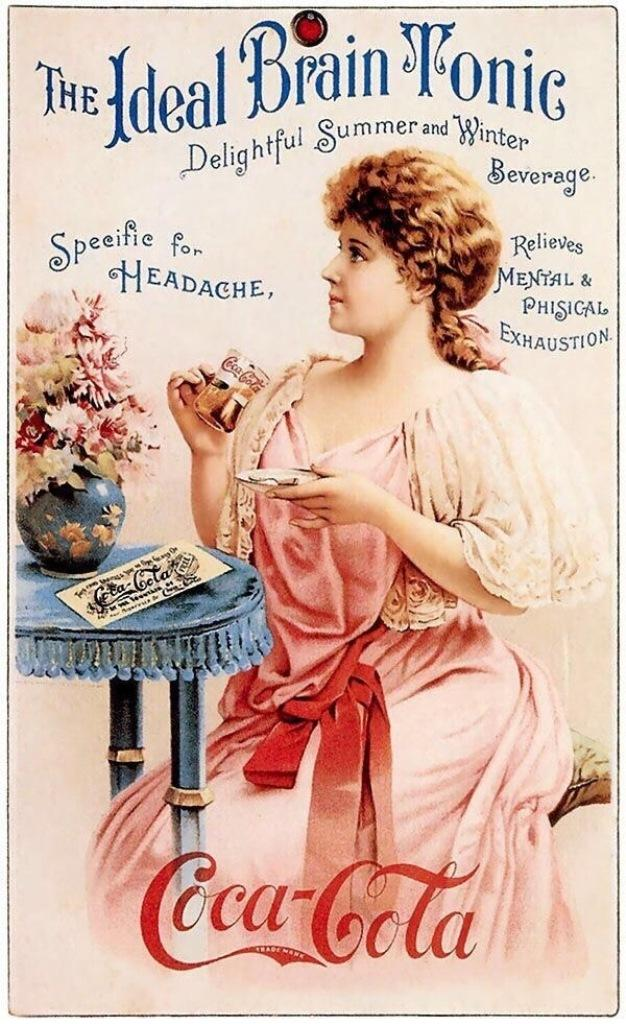
Advertentie voor een tonicum dat goed zou zijn voor de hersenen

Een tonicum is de benaming voor een versterkend middel dat het hele lichaam of specifieke delen ervan zou stimuleren en versterken.
Allerlei verschillende middelen zijn als tonicum aan de man gebracht, variërend van koffie tot tonic.
Veel niet geregistreerde (alternatieve) medicamenten worden wel als tonicum verkocht.

## Voorbeeld
- Vin Mariani